# Куракина улица
Кура́кина улица — улица в Красногвардейском районе Санкт-Петербурга. Проходит от Пискарёвского проспекта к больнице имени И. И. Мечникова. 

## История
Названа к 200-летию Санкт-Петербурга в честь сподвижника Петра I Бориса Ивановича Куракина. В 1965 году название было упразднено, и долгие годы проезд оставался безымянным. Название восстановлено 5 июня 2001 года.

## Достопримечательности
Комплекс зданий больницы имени Петра Великого. Строительство: 1910—1914 годы, архитекторы Л. А. Ильин, А. И. Клейн, А. В. Розенберг, .